# Piperno

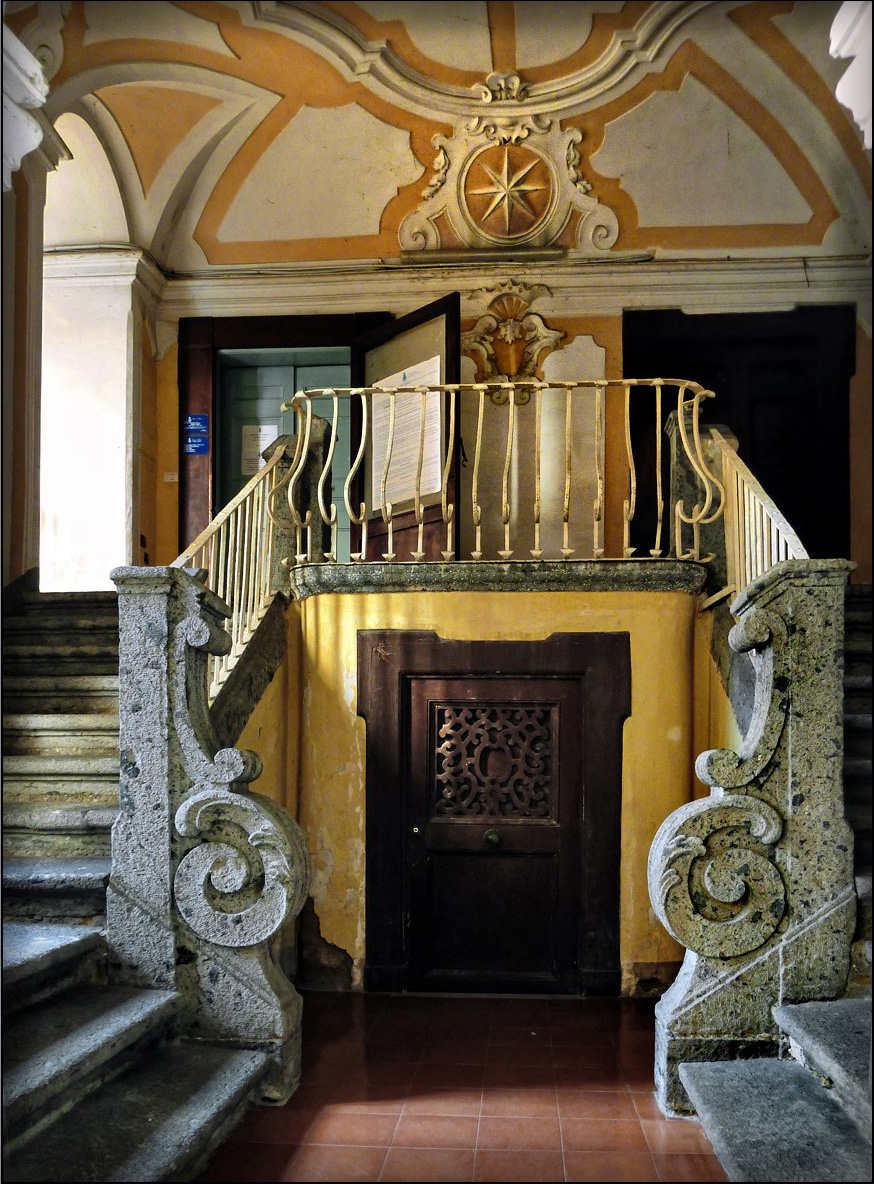
La escalera de piperno al entresuelo de Villa Meola en Portici (Nápoles).

El piperno es una roca de origen ígneo, un tipo de toba volcánica o ignimbrita, originaria de zonas del sur de Italia que han sido afectadas por erupción explosiva. El piperno abunda en la región de Campania; las zonas de extracción han sido las localidades de Quarto, Soccavo, Pianura y Nocera Inferiore, dentro de la región del supervolcán de los Campos Flégreos. El estrato de piperno, junto con la denominada Breccia Museo que lo cubre, es claramente visible en la base de la colina de Camaldoli, en las zonas de Soccavo y Verdolino.
Este tipo de ignimbrita presenta una textura particular caracterizada por la orientación de concentraciones lenticulares de color gris, llamadas llamas, inmersas en una matriz del mismo color pero más clara. El piperno no debe confundirse con la toba amarilla napolitana (tufo giallo napoletano); la toba soldada del piperno es más duradera que la toba amarilla, la cual presenta mayores desafíos en cuanto a conservación.
La roca de piperno no es fácil de extraer, y su obtención es facilitada por la separación subterránea de grandes bloques que posteriormente se trabajan; es resistente al desgaste causado por los agentes atmosféricos, razón por la cual ha sido ampliamente utilizada para el revestimiento de edificios en Nápoles. Actualmente ya no se extrae, ya que las canteras subterráneas de Pianura y Soccavo están agotadas.
El piperno campano es un pariente cercano de la toba peperino del Lacio.